# سایمون برین
سایمون برین (انگلیسی: Simon Brain؛ زادهٔ ۳۱ مارس ۱۹۶۶) بازیکن فوتبال اهل بریتانیا است.
از باشگاه‌هایی که در آن بازی کرده‌است می‌توان به باشگاه فوتبال هرفورد یونایتد و باشگاه فوتبال چلتنهام تاون اشاره کرد.